# Beschussprüfung

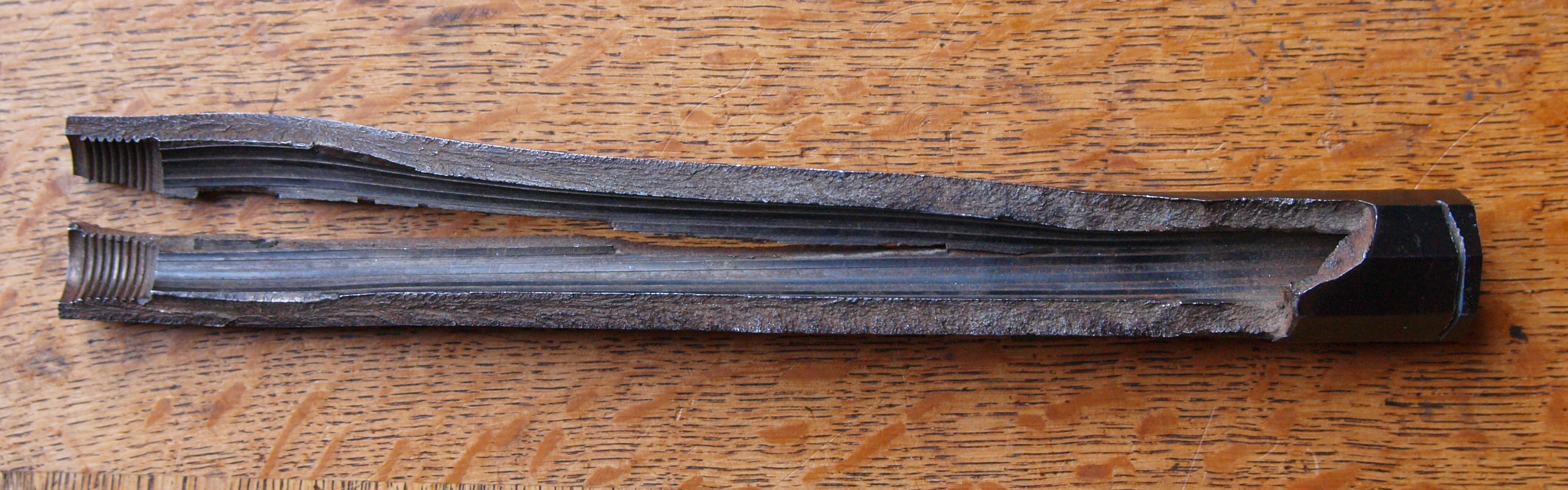
Geborstener Lauf einer Vorderladerpistole, die anstelle von Schwarzpulver mit Nitrocellulosepulver beschossen wurde und den erhöhten Belastungen nicht standhielt

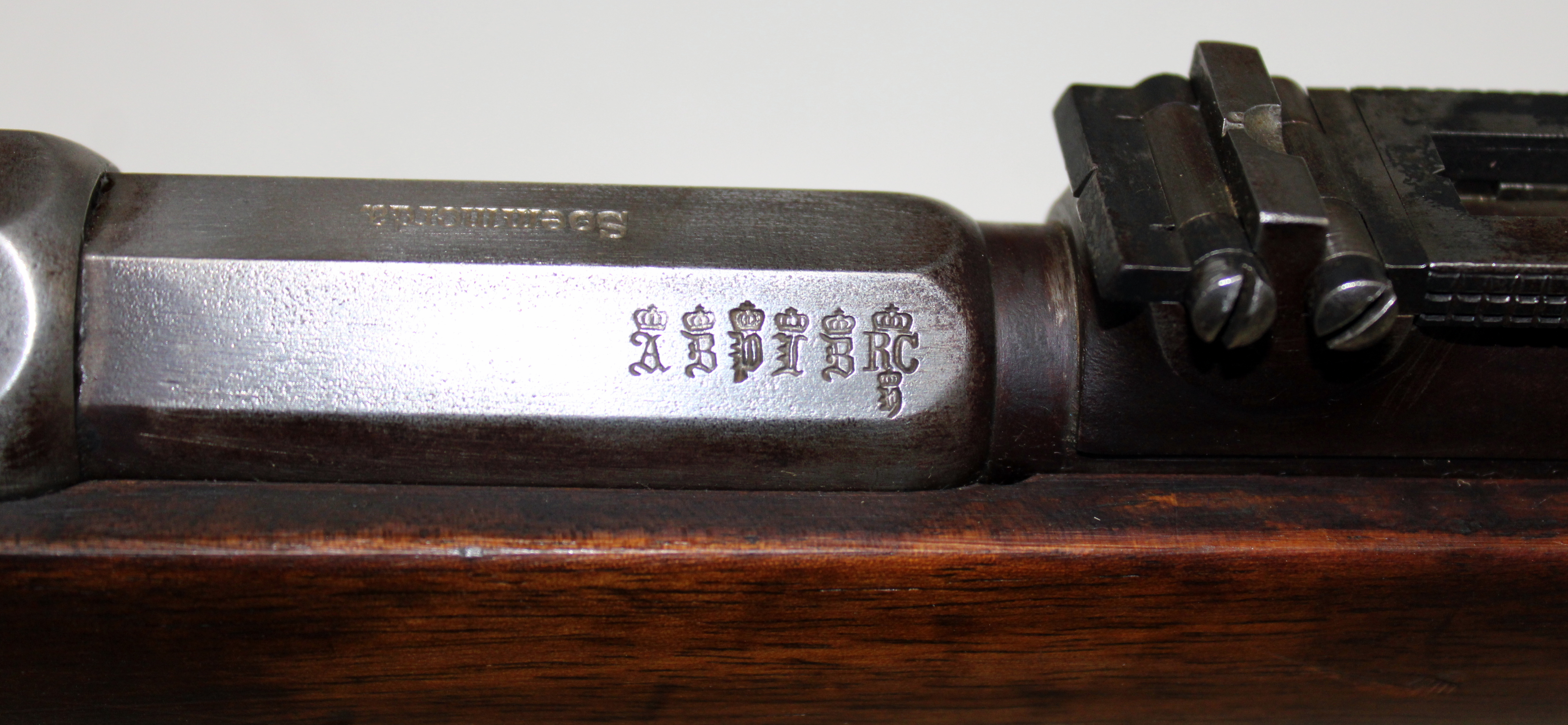
Historische Beschusszeichen auf einen Mauser-System M 1871

Bei der Beschussprüfung von Schusswaffen ist zu prüfen, ob die höchstbeanspruchten Teile der Schusswaffe der Beanspruchung standhalten, der sie bei der Verwendung der zugelassenen Munition ausgesetzt werden (Haltbarkeit). Die Beschussprüfung ist Vorgang und Teilgebiet des Beschusswesens.

## Ablauf
Dazu wird in der Regel Munition mit einer um 30 % erhöhten Treibladung verschossen. Die Beanstandungsquoten betragen, je nach Waffentyp, 0,8 % bis 8 %.
Im Prinzip wird jede Einzelwaffe beschussgeprüft, es sind aber auch Typenzulassungen möglich. Bei erfolgreicher Beschussprüfung wird vom zuständigen Beschussamt ein Beschusszeichen (auch Beschussmarke) zugewiesen.

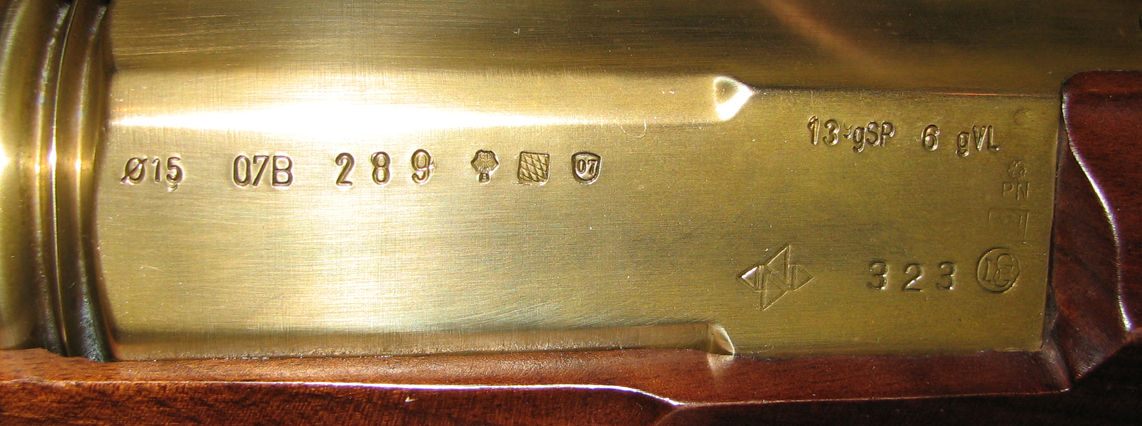
Beschusszeichen an einem Handböller

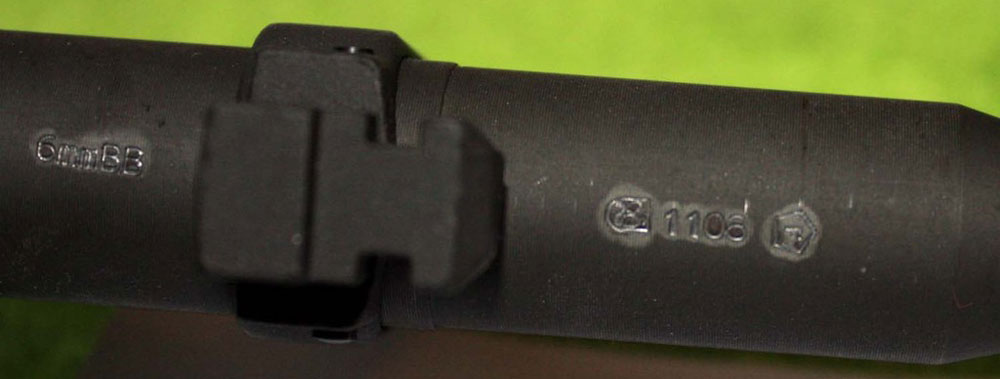
Softairwaffe mit F im Fünfeck und Suhler Beschusszeichen vom November 2008

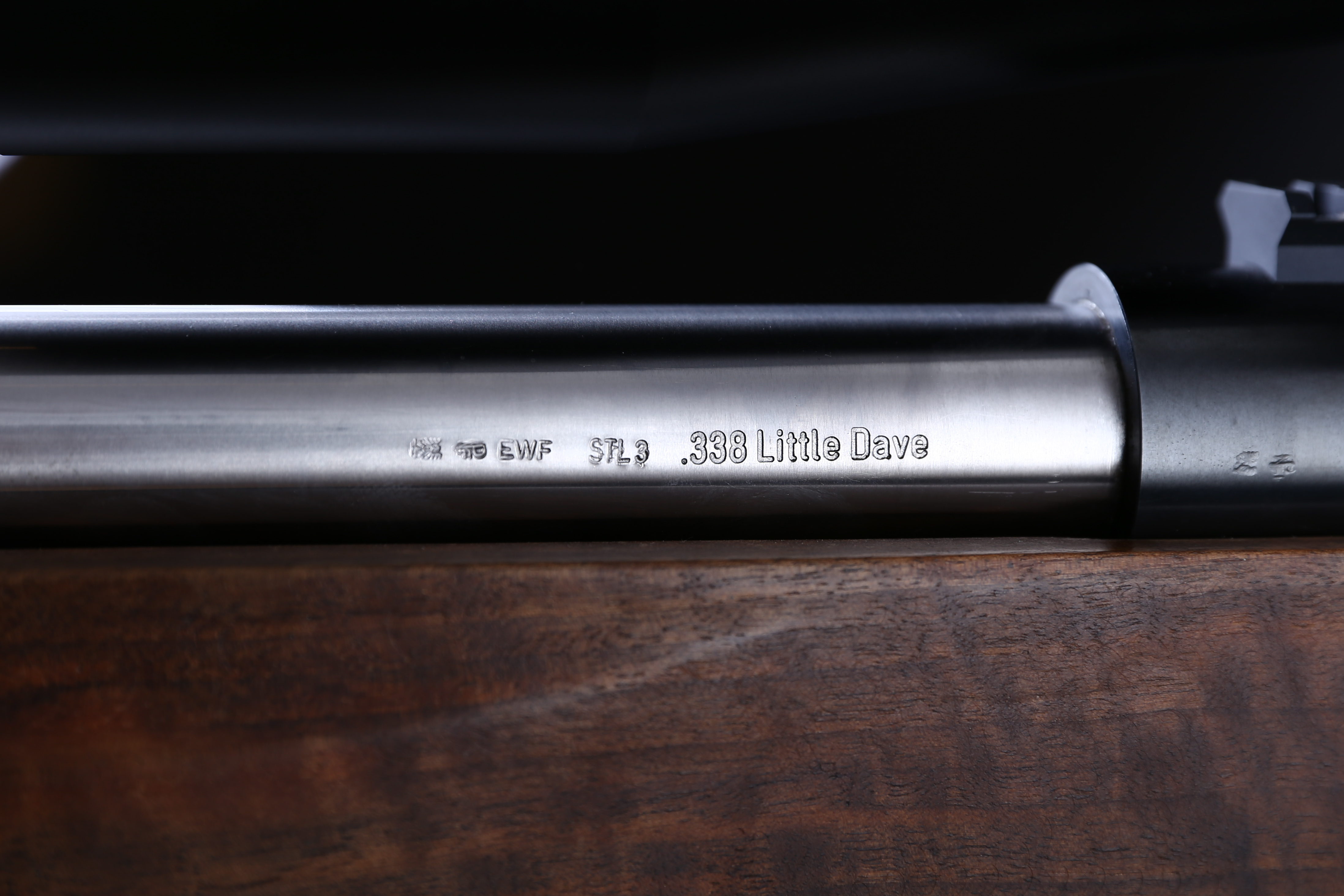
Beschusszeichen

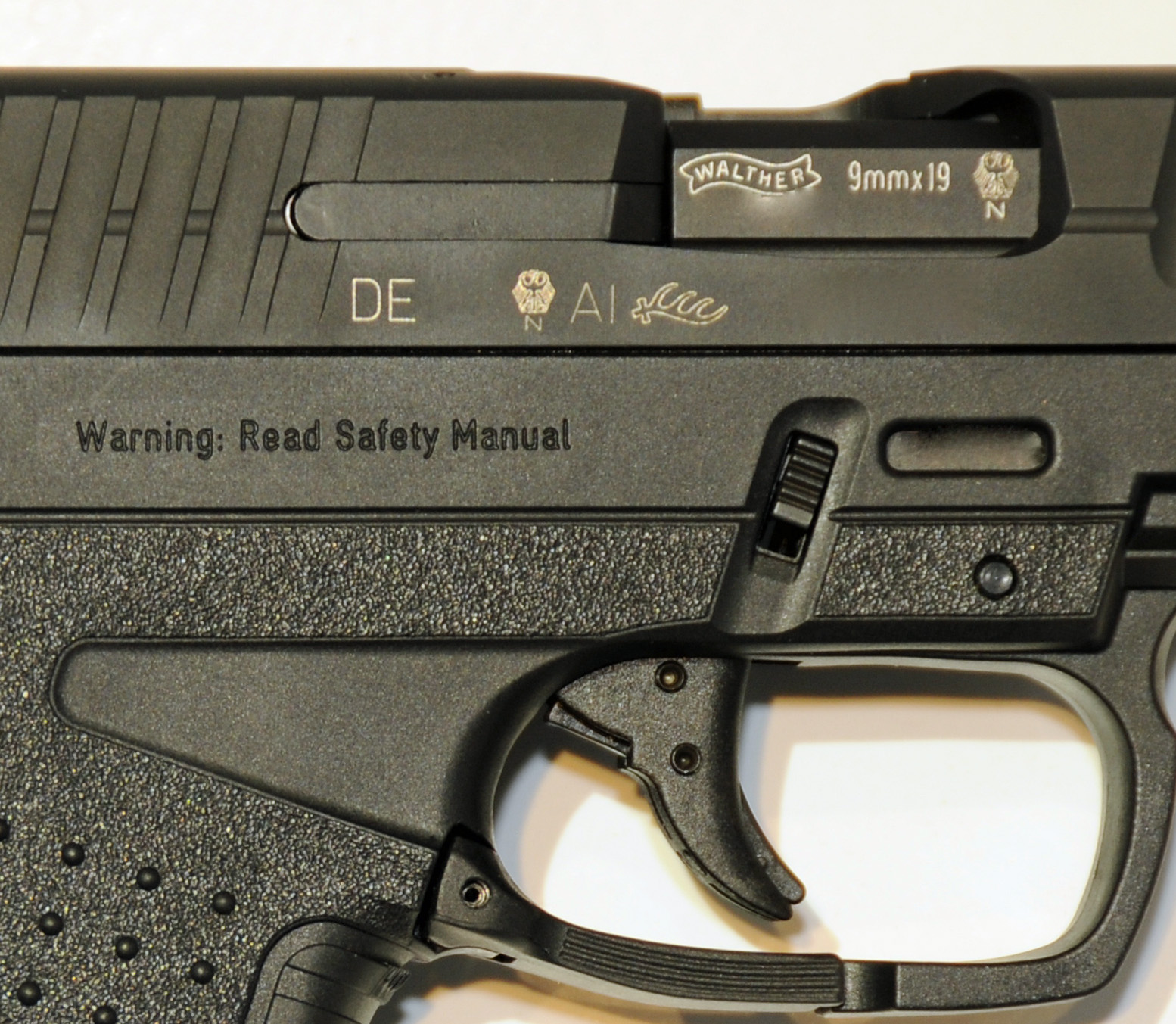
Beschusszeichen Nitrobeschuss mit Ortskennzeichen des Beschussamtes Ulm

## Rechtsnormen und nationale Regelungen
Schusswaffen unterliegen in zahlreichen Staaten der Beschusspflicht. Beschussprüfungen werden in zwölf Ländern Europas, den Vereinigten Arabischen Emiraten und Chile durch die Commission Internationale Permanente pour l’Epreuve des Armes à Feu Portatives C.I.P. überwacht. Die jeweiligen Beschusszeichen der C.I.P.-Länder werden durch alle Mitglieder wechselseitig anerkannt.
- Deutsche Beschussämter
- Beschussamt Ferlach
- Beschussamt Wien
- Beschussamt Santiago (Chile)
- Beschussamt Abu Dhabi

### Deutschland
Die Prüfungen sind im Gesetz über die Prüfung und Zulassung von Feuerwaffen, Böllern, Geräten, bei denen zum Antrieb Munition verwendet wird, sowie von Munition und sonstigen Waffen (BeschG) und insbesondere durch die Allgemeine Verordnung zum Beschussgesetz (Beschussverordnung – BeschussV) geregelt. Die jährlich mehr als 300.000 Tests werden in den deutschen Beschussämtern oder ihren Außenstellen vorgenommen.
Es gibt die
- normale Beschussprüfung (Markierung des Laufes mit „N“ für Nitrozellulose)
- verstärkte Beschussprüfung für die Verwendung von Magnum Munition bei Flinten (Markierung des Laufes mit „V“ für Verstärkter Beschuss)
- Stahlschrotbeschussprüfung für Flinten (Markierung des Laufes mit einer Lilie)
- Schwarzpulverbeschussprüfung für Vorderlader u. ä. Waffen
- Instandsetzungsbeschussprüfung (z. B. nach Reparatur, Austausch von Teilen)
- Freiwillige Beschussprüfung (z. B. um eine alte Waffe auf Schäden zu testen)

Weitere Prüfungen sind die der
- Kennzeichnung nach §24 Waffengesetz
- Funktionssicherheit
- Maßhaltigkeit

### Österreich
In Österreich werden die Beschussprüfungen durch die beiden österreichischen Beschussämter in Wien und Ferlach unternommen. Die Grundlagen für die Beschussprüfung sind:
- das Bundesgesetz über die obligatorische Erprobung von Handfeuerwaffen und Patronen (Beschußgesetz 1951, BGBl. 151/1951 i.d.g.F.)

sowie die dazugehörigen Durchführungsverordnungen:
- Beschussverordnung 1999, BGBl. Nr. 386/1999
- Prüfzeichenverordnung 1999, BGBl. Nr. 387/1999
- Patronenprüfordnung 1999, BGBl. Nr. 388/1999

Daneben sind auch Waffengesetz und Kriegsmaterialgesetz relevant.